# Cotorra ales de foc
La cotorra ales de foc  (Pyrrhura egregia) és una espècie d'ocell de la família dels psitàcids que habita la selva del sud-est de Veneçuela i Guyana.